# Tetraglenes fusiformis
Tetraglenes fusiformis es una especie de escarabajo de la familia Cerambycidae. Fue descrito científicamente por primera vez por Pascoe en 1866.